# Cham Rūteh
Cham Rūteh (persiska: عِينِ حارِه, ‘Eyn-e Ḩāreh, چم روته, عرب رودبار) är en ort i Iran.   Den ligger i provinsen Ilam, i den västra delen av landet, 500 km sydväst om huvudstaden Teheran. Cham Rūteh ligger 752 meter över havet och antalet invånare är 481.
Terrängen runt Cham Rūteh är huvudsakligen kuperad, men österut är den bergig. Cham Rūteh ligger nere i en dal. Runt Cham Rūteh är det ganska tätbefolkat, med 52 invånare per kvadratkilometer. Närmaste större samhälle är Lūmār, 18,0 km nordväst om Cham Rūteh. Omgivningarna runt Cham Rūteh är i huvudsak ett öppet busklandskap.